# Thermae Palace Hotel
Het Thermae Palace Hotel is een Belgisch luxehotel gelegen aan de kustlijn van Oostende, verbonden met en gebouwd aangrenzend aan en boven op het centrale gedeelte van de Koninklijke Gaanderijen aan de zeedijk, en aan de achterzijde grenzend aan de Koninklijke Baan met aan de overzijde de Wellingtonrenbaan.

## Geschiedenis
Koning Leopold II uitte reeds de wens dat de stad een thermaal centrum zou uitbouwen. In 1856 was reeds bij het Leopoldpark mineraal bronwater in de stad aangeboord middels een artesische put. Meerdere plannen en mogelijke locaties sneuvelden, en het zou duren tot in het interbellum voor het idee echt werd uitgewerkt.
Het huidige Thermae Palace Hotel dateert van 1933. De stadsthermen werden ontworpen door de Oostendse stadsarchitect André-Louis Daniëls, die in 1929 het project aanvatte met de hulp van de Franse architecten Julien Flegenheimer, H. Bard en F. Garella. Vanaf 1931 werd het in een periode van 18 maanden gebouwd. De feestelijke opening op 28 juni 1933 van het toenmalige "Palais des Thermes" gebeurde door koning Albert I en koningin Elisabeth. Het hotel was inclusief het interieur helemaal afgewerkt in art-decostijl. Het gebouw bestond uit het Grand Hôtel zelf, een zwembad dat dagelijks met vers zeewater werd gevuld, de thermen en een thermaal instituut. In de drinkhal, georneerd met allegorische fresco's, vond men de Albert I-bron, waar aan het water een heilzame werking tegen maag- en darmaandoeningen werd toegeschreven. Om het bronwater te bereiken diende men te boren tot een diepte van 360 meter. De lokale bevolking vond het water niet te drinken.
Van 1940 tot 1980 werden de thermen niet uitgebaat. Het zwembad bleef die tijd wel in gebruik, als stedelijk zwembad van Oostende (tot 1976). Deze hal en bron verdwenen toen samen met het zwembad uit het complex, dat volledig werd opgeknapt en aangepast aan de hedendaagse vereisten voor een luxehotel. Een nieuw zwembad werd aan het hotel toegevoegd en aangrenzend kwam er een nieuw stedelijk zwembad.
Op 19 februari 2002 werd het gebouw beschermd als monument van onroerend erfgoed.
In 2008 vierde het hotel zijn vijfenzeventigste verjaardag.

## Beschrijving
Eind 2014 kwam het Thermae Palace Hotel weer in Oostendse handen toen Mark Vanmoerkerke het hotel overnam van de Apollo Group en de familie Desimpel. Mark Vanmoerkerke was tot 2007 eigenaar van Sun Parks.
Het viersterrenhotel telt tegenwoordig 10 suites en 150 kamers waarvan het merendeel met zeezicht. Er zijn 9 congres- en feestzalen, elk kreeg een naam naar een van de leden van de Belgische koninklijke familie. De grootste zaal, de Albert I, heeft een oppervlakte van 792 m² en een plafondhoogte van meer dan 7 meter.

## Witten Ooljefant
Toen het Thermenpaleis in 1933 zijn poorten opende, had het alles om uit te groeien tot een van de populairste en meest mondaine kuuroorden van het Europese continent: slijkbaden, stoombad, massagekamers, zeewaterzwembad, thermaal zwembad en een luxehotel. Maar door het ontluikend massatoerisme begonnen de superrijken echter mondainere oorden op te zoeken en raakte het hotel nooit volgeboekt. De Oostendse volksmond (Oostends woordenboek) begon over "De Witten Ooljefant" te spreken. Met wat fantasie kan men in het massieve witte gebouw wel een figuratieve olifant ontwaren maar eigenlijk is het een verwijzing naar een witte olifant. Deze albino-olifanten werden door Aziatische koningen gehouden als heilig dier. Hiermee bedoelde men dat "De Witten Ooljefant" een erg dure rariteit was om te onderhouden maar niets opleverde.

## Renovatie
De gemeenteraad van Oostende heeft op 27 juni 2016 beslist het Thermae Palace Hotel te verkopen in samenwerking met het Vlaamse Gewest. Het gebouw dient gerenoveerd te worden. Het Vlaams Gewest trekt 10 miljoen euro subsidie uit voor de renovatie van het publieke deel van de Koninklijke Gaanderijen.
De kostprijs van de renovatie wordt geraamd op 70 miljoen euro, wat niet haalbaar zou zijn als er enkel een hotel en congrescentrum zou komen. Daarom is er sprake van een bijkomende verdieping, en het opnemen van een aantal luxe-woningen in de vernieuwde site. De renovatie zou pas vanaf 2024 afgewerkt kunnen zijn.

## Trivia
- In Harry Kümels cultfilm Daughters of Darkness vormde het lege hotel een sfeervol decor voor de snode plannen van vampier-gravin Elisabeth Bathory.
- Delen van een aflevering van F.C. De Kampioenen spelen zich af in het hotel.